# Yidiel Contreras
Yidiel Contreras (Cienfuegos, 27 novembre 1992) è un ostacolista spagnolo.

## Palmarès
| Anno | Manifestazione          | Sede           | Evento   | Risultato  | Prestazione | Note                                     |
| ---- | ----------------------- | -------------- | -------- | ---------- | ----------- | ---------------------------------------- |
| 2015 | Mondiali                | Pechino        | 110 m hs | Semifinale | 13"57       |                                          |
| 2016 | Mondiali indoor         | Portland       | 60 m hs  | Semifinale | 7"71        |                                          |
| 2016 | Europei                 | Amsterdam      | 110 m hs | 7º         | 13"54       |                                          |
| 2016 | Giochi olimpici         | Rio de Janeiro | 110 m hs | Semifinale | 13"54       |                                          |
| 2017 | Europei indoor          | Belgrado       | 60 m hs  | Batteria   | 8"04        |                                          |
| 2017 | Mondiali                | Londra         | 110 m hs | Semifinale | 13"65       |                                          |
| 2018 | Mondiali indoor         | Birmingham     | 60 m hs  | Semifinale | 7"68        | Miglior prestazione personale stagionale |
| 2018 | Giochi del Mediterraneo | Tarragona      | 110 m hs | Argento    | 13"54       |                                          |
| 2019 | Europei indoor          | Glasgow        | 60 m hs  | Batteria   | dq          |                                          |